# Palerang
Palerang var en kommun i Australien. Den låg i delstaten New South Wales, i den sydöstra delen av landet, omkring 230 kilometer sydväst om delstatshuvudstaden Sydney. 2014 var antalet invånare 15 306.
Kommunen upphörde den 12 maj 2016 då den slogs samman med City of Queanbeyan för att bilda det nya självstyresområdet Queanbeyan–Palerang Regional Council.
Följande samhällen ingick i Palerang Council:
- Bungendore
- Braidwood
- Royalla
- Bywong
- Captains Flat
- Larbert

I övrigt fanns följande i Palerang:
- Vattendrag:
  - Halfway Creek (ett vattendrag)

- Insjöar:
  - Lake George (en sjö)

- Berg:
  - Apple Tree Mountain (ett berg)
  - Bald Mountain (ett berg)
  - Bald Peak (en bergstopp)
  - Bells Mountain (ett berg)
  - Corang Peak (en bergstopp)
  - Euranbene Mountain (ett berg)
  - Frogs Hole Mountain (ett berg)
  - Gibraltar Hill (en kulle)
  - Gibraltar Hill (ett berg)
  - Harrisons Peak (en bergstopp)
  - Middle Mountain (ett berg)
  - Monga Mountain (ett berg)
  - Mount Bullongong (ett berg)
  - Mount Campbell (ett berg)
  - Mount Foxlow (ett berg)
  - Mount Gillamatong (ett berg)
  - Mount Haig (ett berg)
  - Mount Italy (ett berg)
  - Mount Major (ett berg)
  - Mount Molongo (ett berg)
  - Mount Urialla (ett berg)
  - Palerang Peak (en bergstopp)
  - Round Mountain (ett berg)
  - The Bald Peak (en bergstopp)
  - Tumanmang Mountain (ett berg)
  - Turks Head (ett berg)
  - Wyanbene Caves Mountain (ett berg)
  - Yarrow Peak (en bergstopp)